# 季维智
季维智（1950年6月—），籍贯安徽合肥，出生于云南昆明，中国动物学家，中国科学院院士。

## 生平
籍贯安徽合肥，出生于云南昆明，1982年毕业于云南大学，获学士学位。后担任昆明理工大学教授。2017年当选为中国科学院院士。2021年当选欧洲科学院外籍院士。